# Seishiro Shimatani
Seishiro Shimatani (嶋谷 征四郎 Shimatani Seishiro?,  6 de noviembre de 1938 en Kioto - 24 de octubre de 2001 en Kioto) fue un futbolista japonés que se desempeñaba como centrocampista.
En 1959, Shimatani jugó para la selección de fútbol de Japón.

## Trayectoria

### Clubes
| Club              | País  | Año         |
| ----------------- | ----- | ----------- |
| Furukawa Electric | Japón | 1961 - 1965 |
| Kyoto Shiko       | Japón | ???? - ???? |

### Selección nacional
| Selección | País  | Año  |
| --------- | ----- | ---- |
| Absoluta  | Japón | 1959 |

## Estadística de equipo nacional
| Selección de Japón | Selección de Japón | Selección de Japón |
| Año                | Part.              | Goles              |
| ------------------ | ------------------ | ------------------ |
| 1959               | 1                  | 0                  |
| Total              | 1                  | 0                  |

## Palmarés

### Títulos nacionales
| Título             | Club              | País  | Año  |
| ------------------ | ----------------- | ----- | ---- |
| Copa del Emperador | Furukawa Electric | Japón | 1961 |
| Copa del Emperador | Furukawa Electric | Japón | 1965 |